# Pilar García de la Granja
Pilar García de la Granja (Burgos, 1971)  es una periodista española especializada en información económica. Ha trabajado en medios de comunicación como radio, televisión y prensa escrita. En 2008, recibió el premio Antena de Plata por su trabajo en la radio económica. En 2016, fundó la Fundación Querer, una organización sin ánimo de lucro dedicada a la investigación de enfermedades neurológicas raras en niños y al desarrollo de métodos educativos para mejorar la formación de estos pacientes.
Desde junio de 2024, forma parte del patronato de la Fundación FEDER organización presidida por Su Majestad la Reina Letizia. Es miembro del Consejo Asesor de Omnicom Group para España y Portugal y del Consejo Asesor de GL50&50, una organización que promueve la educación de mujeres en áreas STEAM y empresariales. 
Desde septiembre de 2024, es directora general adjunta del grupo Henneo.

## Biografía
Licenciada en Ciencias de la Información por la Universidad Complutense de Madrid, realizó estudios de Relaciones Internacionales en la Universidad de Columbia (Nueva York) y trabajó como editora del Wall Street Journal.
García de la Granja ha desarrollado una extensa presencia en los medios españoles. Desde 2012 hasta agosto de 2024 fue Miembro del Comité Editorial de Mediaset, Subdirectora de sus Informativos, con foco en las noticias económicas, financieras y empresariales. Dentro del grupo fue fundadora y colaboradora del proyecto, ya desaparecido, Niusdiario.es. Fue la corresponsal del grupo en Estados Unidos, cubriendo eventos políticos y sociales, incluidas las campañas presidenciales ganadas por, respectivamente, George W. Bush y Barack Obama. En 2015, fundó The Luxonomist, ahora integrado en grupo Mediaset, una revista en línea de estilo de vida centrada en el lujo, la sostenibilidad y la inclusión social. Ha superado los treinta millones de páginas vistas.
Junto al grupo HENNEO fundó en 2021 el diario Capaces, integrado dentro de la cabecera de 20minutos. Es el primer diario digital en España enfocado en temas de discapacidad. El sitio alcanzó más de cinco millones de visitas únicas en su primer año.
En la Cadena COPE: Desde 2019, es analista económica en programas como Herrera en COPE, dirigido y conducido por Carlos Herrera, y La Linterna de Ángel Expósito. 
En el Grupo Intereconomía, para Intereconomía Televisión,fue directora del programa económico El Balance, entre los años 2008 al 2012. En Onda Cero Radio fue entre los años 2002 y 2008 redactora jefe de Economía y Directora de Economía en la Onda. Entre 1999 y 2002, fue subdirectora de ExpansiónTV, un canal de televisión económica del grupo Recoletos. Y entre los años 1995 y 1998 fue la corresponsal en Nueva York para el canal financiero Conexión Financiera, CNBC-Televisa. 
También ha colaborado con El Confidencial, El Economista y Revista Registradores. 

## Fundación Querer
En 2016, García de la Granja fundó la Fundación Querer.que se dedica a la investigación de enfermedades neurológicas raras en niños y adolescentes y al apoyo a sus familias. La fundación gestiona un colegio especializado en Madrid, El Cole de Celia y Pepe,  y colabora con hospitales y centros de investigación en el desarrollo de nuevos enfoques educativos y médicos. 
Cuenta con un gabinete externo y un programa de formación y capacitación de profesionales que colaboran con diferentes universidades e instituciones públicas y privadas.

## Libros
Ha publicado dos libros, ¡Me Equivoqué! (2008), sobre relatos sobre errores de líderes empresariales, y ¿En qué jardín nos han metido? (2011), una guía de autoayuda financiera.

## Premios y reconocimientos
Entre sus premios destacan:
- Premio Avanzadoras (2024)
- Top 100 Mujeres más influyentes de España (2023)
- Premio HENNEO a la Trayectoria Profesional (2022)
- Premio Global Gift a la Solidaridad (2019)
- Antena de Plata en Radio (2008)
- I Premio del Foro Mujeres que inspiran el Cambio
- Premio del Foro Justicia y Discapacidad del Consejo General del Poder Judicial.